# Anoplolepis tenella
Anoplolepis tenella é uma espécie de formiga do gênero Anoplolepis, pertencente à subfamília Formicinae.